# Johannes Conrad (general)
Johannes Conrad, nemški general in pravnik, * 22. marec 1888, Lomitz, † 6. marec 1967, Hannover.